# Jean Dotto
Pour les articles homonymes, voir Dotto.
Jean Dotto (officiellement Jean-Baptiste Dotto) est un coureur cycliste français, né le 27 mars 1928 à Saint-Nazaire (Loire-Atlantique) et mort le 20 février 2000 à Ollioules. Né italien, il obtient la nationalité française en 1937.

## Biographie
Professionnel de 1949 à 1963, surnommé "le vigneron de Cabasse" et essentiellement un très bon grimpeur, Jean Dotto participe à 13 Tours de France.
Il remporte dans le Tour de France 1954 la 19e étape de Briançon à Aix-les-Bains.
Il est le premier Français à gagner le Tour d'Espagne, en 1955. Il s'impose aussi à deux reprises dans le Critérium du Dauphiné libéré, en 1952 et 1960.

## Palmarès
- 1948
  - 3e de la course de côte du mont Agel
- 1950
  - Marseille-Toulon-Marseille
  - Monaco-Mont Agel
  - Course de côte de la Turbie
  - 2e de la course de côte du mont Faron (contre-la-montre)
  - 2e de la course de côte du mont Agel
  - 3e du Grand Prix de Monaco
- 1951
  - Grand Prix de Monaco
  - Course de côte de la Turbie
  - Course de côte du mont Faron
  - Course de côte du mont Agel
  - 2e du Circuit du Ventoux
  - 2e de Nice-Puget-Théniers-Nice
- 1952
  - Critérium du Dauphiné libéré :
    - Classement général
    - 3e étape

  - Grand Prix de Monaco
  - Course de côte du mont Faron
  - Course de côte du mont Agel
  - Course de côte du Puy de Dôme
  - Course de côte du mont Faron (contre-la-montre)
  - 2e du Tour d'Algérie
  - 3e du Circuit des villes d'eaux d'Auvergne
  - 4e de Paris-Nice
  - 8e du Tour de France
- 1953
  - Course de côte du mont Faron
  - Course de côte du mont Coudon
  - Course de côte de Gourdon
  - Course de côte du mont Faron (contre-la-montre)
  - 3e du Trophée du Journal d'Alger
  - 3e de la Course de côte du mont Agel
  - 10e du Critérium du Dauphiné libéré
- 1954
  - Course de côte du mont Faron
  - Course de côte du mont Coudon
  - Course de côte du mont Faron (contre-la-montre)
  - 19e étape du Tour de France
  - 4e du Tour de France
  - 6e du Critérium du Dauphiné libéré
- 1955
  -  Tour d'Espagne
  - 19e étape du Tour d'Italie
  - 3e de la course de côte du mont Faron (contre-la-montre)
- 1956
  - 2e de la course de côte du mont Faron (contre-la-montre)
  - 8e de Paris-Nice
- 1957
  - Tour du Vaucluse
  - Monaco-Mont Agel
  - 2e de la course de côte du mont Agel
  - 3e du Tour du Var
  - 4e du Critérium du Dauphiné libéré
  - 10e du Tour de France
- 1959
  - 3e de la course de côte du mont Agel
  - 3e de Monaco-Mont Agel
  - 4e du Critérium du Dauphiné libéré
  - 5e du Tour de Suisse
  - 10e de Paris-Nice
- 1960
  - Critérium du Dauphiné libéré
  - 3e de la course de côte de Ganagobie
- 1961
  - 3e de la course de côte du mont Coudon
  - 8e du Tour de France
- 1962
  - 6e du Critérium du Dauphiné libéré

## Résultats sur les grands tours

### Tour de France
13 participations
- 1951 : 23e
- 1952 : 8e
- 1953 : abandon (2e étape)
- 1954 : 4e, vainqueur de la 19e étape
- 1955 : abandon (16e étape)
- 1956 : 19e
- 1957 : 10e
- 1958 : abandon (23e étape)
- 1959 : 15e
- 1960 : 35e
- 1961 : 8e
- 1962 : 58e
- 1963 : 28e

### Tour d'Espagne
4 participations
- 1955 :  Vainqueur du classement général,  maillot jaune pendant 6 jours
- 1956 : abandon (16e étape)
- 1957 : 13e
- 1961 : abandon (10e étape)

### Tour d'Italie
2 participations
- 1955 : 17e, vainqueur de la 19e étape
- 1956 : abandon (18e étape)